# 直接制版机
直接制版机（英文：computer-to-plate，缩写）是由计算机直接制版的设备。直接制版机是在计算机排版发展到一定阶段的产物。在计算机直接出软片之后水到渠成而出现的一项新工艺。直接制版机是将计算机拼组好的页面按照印刷机的型号、折页的要求拼组成大版，通过RIP后直接在印版上成像的设备。由于它免除了软片、显影等传统印刷的工序，很快在印刷界得到普及。
中国大陆因为直接制版设备的设备投资比较大，在短期内很难收回，因此目前在报业有一定数量的直接制版机，在商业印刷和包装印刷领域，直接制版机的安装还不多见。
台灣近二十年來流行的快速合板印刷，用於印製活動與展覽文宣。多採用CTP製版。而文化印刷品使用CTP也很普及。

## 分類
直接制版机根据印版的安装方式，有铰链式、平台式和滚筒式三种。滚筒式根据印版在滚筒的内部和外部也分内滚筒式和外滚筒式。
2010年是中国CTP装机的井喷年，CTP在国外已很普及，不管是商业还是包装印刷。数字印刷机的发展也是方兴未艾，印刷正迎来全面数字化的时代。

## 優點
直接制版机是以取代傳統菲林制作而產生的生產工具，減少因為要經過多重步驟而產生的失真率，使生產更加快捷，顏色更加準確，降低成本。